# Joaquim Paço d’Arcos
Joaquim Paço d’Arcos, eigentlich Joaquim Belford Correa da Silva Paço de Arcos, (* 14. Juni 1908 in Lissabon; † 10. Juni 1979 ebenda) war ein portugiesischer Schriftsteller. Als Autor war er vor allem als Romancier tätig. Sein Werk gilt als bedeutendes Œuvre neorealistischer Prägung in Anlehnung an sein Vorbild Eça de Queirós und versuchte die Abgründe des zeitgenössischen Lissabonner Bürgertums darzustellen. Darüber schrieb er einen Romanzyklus. Er war aber auch Lyriker, Dramatiker, Erzähler, Essayist und Biograph.
Paço d’Arcos gehört zu den am meisten übersetzten Autoren Portugals im zwanzigsten Jahrhundert. Eine Übersetzung ins Deutsche ist dennoch bis heute nicht erfolgt. In Italienisch, Französisch, Spanisch und Englisch dafür umso mehr. Rund 50 Bücher hat er zeitlebens veröffentlicht. Ein Werk über Winston Churchill, ins Englische übersetzt, machte ihn auch im Vereinigten Königreich bekannt.
Schon bevor er als Literat in die Öffentlichkeit bekannt wurde, war er eine prominente Persönlichkeit, weil er von 1936 bis 1960 der Pressesprecher des damaligen, von Salazaristen beherrschten Außenministeriums war. Daneben war er für einige Jahre der Leiter der Trans-Sambesi-Bahn.

## Leben
Joaquim Paço d’Arcos wurde in einer aristokratischen, großbürgerlichen Familie geboren. Sein Vater war ein hoher Offizier der portugiesischen Marine und mehrfach in Ämtern der Kolonialregierungen diverser portugiesischer Kolonien tätig, was dazu führte, dass Joaquim schon von Kindesbeinen viel reiste und einen guten Eindruck von Afrika erhielt, von dem einiges später in sein Werk floss. Wie groß die Bedeutung der Familie auch innerhalb der Aristokratie Portugals war, zeigte sich, weil er der Enkel des ersten Conde (Grafen) von Paço de Arcos war, obwohl er selbst den Titel eines Grafen niemals trug (dieser war seinem älteren Bruder, dem 2. Conde de Paço de Arcos vorbehalten, aus bis heute nicht erklärbaren Gründen war sein Vater kein Conde).
Aufgrund des fehlenden Titels nahm er diesen als Künstlernamen an, daher Paço de Arcos, mit einer leichten Veränderung.
Mit vier Jahren lebte er mit der Familie in Angola, mit elf Jahren in Macau bis zu seinem 14. Lebensjahr, was ihn auch zu Besuchen in Hongkong und Südchina brachte, von 1925 bis 1927 lebte die Familie in Mosambik.
Nach seinem Studium zog er nach São Paulo, wo er von 1928 bis 1930 sich zunächst als Antiquar verdingte, bevor er dann als Journalist für diverse Zeitungen und Zeitschriften tätig war. 1931, während eines kurzen Aufenthaltes in Frankreich, entstand sein erstes Buch, der Roman Heroi Derradenio, das 1933 veröffentlicht wurde. In Afrika war er einer der Leiter der Trans-Sambesi-Bahn gewesen, bevor er 1936 dem Ruf in die Politik folgte: vier Jahre nach der Machtergreifung der Faschisten unter Professor António de Oliveira Salazar wurde Paço d’Arcos schließlich Pressesprecher des Außenministeriums von Portugal und blieb dies bis zum Jahr 1960. Allein dieses Amt machte ihn in Portugal bekannt und auch im Ausland fand er ab und an Erwähnung, von man offizielles für die Weltpresse verkünden musste. Die letzten Jahre seines Lebens verbrachte er als Literat in Lissabon, mit dem Schreiben von Büchern, wovon er gut leben konnte.
Er war Mitglied der Academia Brasileira de Letras und der Societe des Gens de Lettres de France. Auch war er einige Zeit Präsident der Sociedade Portuguesa de Autores.
In Lissabon ist eine Straße nach dem Autor benannt, in der Stadt Paço de Arcos sogar eine Grundschule.
Joaquim Paço d’Arcos starb am 10. Juni 1979 in seiner Heimatstadt Lissabon.

## Das Werk von d’Arcos
Zahlreiche Übersetzungen erfolgten vor allem ins Italienische, Spanische, Französische und Englische sowie US-amerikanische. Ins Deutsche wurden bisher keine Bücher übersetzt.
Er war ein Vertreter des portugiesischen Neorealismus, dessen Vorbild der legendäre Eça de Queirós, Begründer des Realismus in Portugal, gewesen ist. In seinem Werk spiegelte er oftmals die Abgründe des portugiesischen Bürgertums seiner Zeit ab. Die faschistische Diktatur winkte seine Werke dennoch durch, da er ja selbst ein Teil des Politikbetriebes war, man Kritikern aus dem Ausland Wind aus den Segeln nehmen wollte und zeigen wollte, dass auch die Oberschicht anfällig für schlechtes Verhalten und Sünden sein konnte, was wiederum in moralische Appelle an Gewissen und Moral endete. Dabei wurden die „Gefallenen“ der Oberschicht oftmals als schlechte, nicht nachzumachende Beispiele genannt oder als psychisch krank, was dann wiederum dazu führte, dass der faschistische Staat sich in seinem Weltbild bestätigt fühlte. Sechs Bände füllten die berühmte Cronica da Vida Lisboeta (Chronik des Lissabonner Lebens). Damit wurde er mehr oder wenig auch ein kultureller Handlanger und Erfüllungsgehilfe des portugiesischen Faschismus. Sein Werk umfasste Fragen der Politik, Religion, soziale und kulturelle Probleme. Dieser Zyklus umfasste folgende Romane: Ana Paula (1938), Anziedade (1940), O caminho da culpa (1944), Tons verdes em fundo escura (1946), Espelho de tres frases (1950) und A corça prisoneira (1958).
In dem Werk Memorias duma nota de banco (1962, Erinnerungen einer Banknote) lässt er einen Escudo-Schein sogar bis nach Deutschland, die Hände der SS, gelangen und von einem SS-Führer Wilhelm im Portemonnaie als Solidarität an den faschistischen Bruderstaat Portugal tragen, der in einem Scharmützel fällt. Vorher hatte die Note einer jüdischen Familie gehört, die im KZ Ravensbrück ums Leben kam. Obwohl die Geschichte erfunden ist, zeigt sich hier, wie viel ein weit weg von Deutschland lebender Autor über den Holocaust wusste. Als Faschist unterschied er allerdings in seinem Werk zwischen Feinden, die er ausschließlich in politisch Andersdenken sah und von Minderheiten wie etwa Juden, die teilweise ganz normal in seinem Werk behandelt werden oder sogar recht gut wegkommen, was auch der Erzählband Neve sobre o mar (Schnee über dem Meer) zeigt, Erzählungen von sechs verschiedenen Frauen aus ganz Europa, die in die USA flüchteten, darunter einer Überlebenden des Holocaust, der er versöhnlich ihr Leid erzählen lässt und darin- indirekt- den Holocaust ablehnt.
Als essayistischer Biograph entstanden Werke über bekannte Persönlichkeiten. So schrieb er eine auch in Großbritannien viel beachtete Biographie über Winston Churchill, aber auch über den Dichter Guilherme de Faria, Carlos Malheiro Dias, Eça de Queiros sowie den südafrikanischen Dichter Roy Campbell.

## Werk (Auswahl)
- Heroi Derradenio, 1933, Roman.
- Ana Paula, 1938, Roman.
- Anziedade, 1940, Roman.
- Neve sobre o mar (Schnee über dem Meer), Erzählungen, 1942.
- O caminho da culpa, 1944, Roman.
- Tons verdes em fundo escura, 1946, Roman.
- Espelho de tres frases, 1950, Roman.
- Poemas imperfeitas (Unvollendete Gedichte), Lyrik, 1952.
- Churchill. A estadista e o escritor, (Churchill. The statesman and the writer), 1955. Biographische Studie. Übersetzung ins Englische: 1957 bei The caravel Press.
- A corca prisoneira, 1958, Roman.
- Memorias duma nota de banco (Erinnerungen einer Banknote), Roman, 1962.
- Os melhores contos, (Die besten Erzählungen), Erzählungen, 1963.
- Destino e obra do poeta Guilherme de Faria, 1970. (Ziel und Werk des Dichters Guilherme de Faria). Biographische Studie.

## Auszeichnungen (Auswahl)
- Premio Eça de Queirós, 1936.
- Premio Ricardo Malheiras, 1938.
- Premio Fialho de Almeida, 1942.
- Premio Gil Vicente, 1944.